# تعديل السلوك

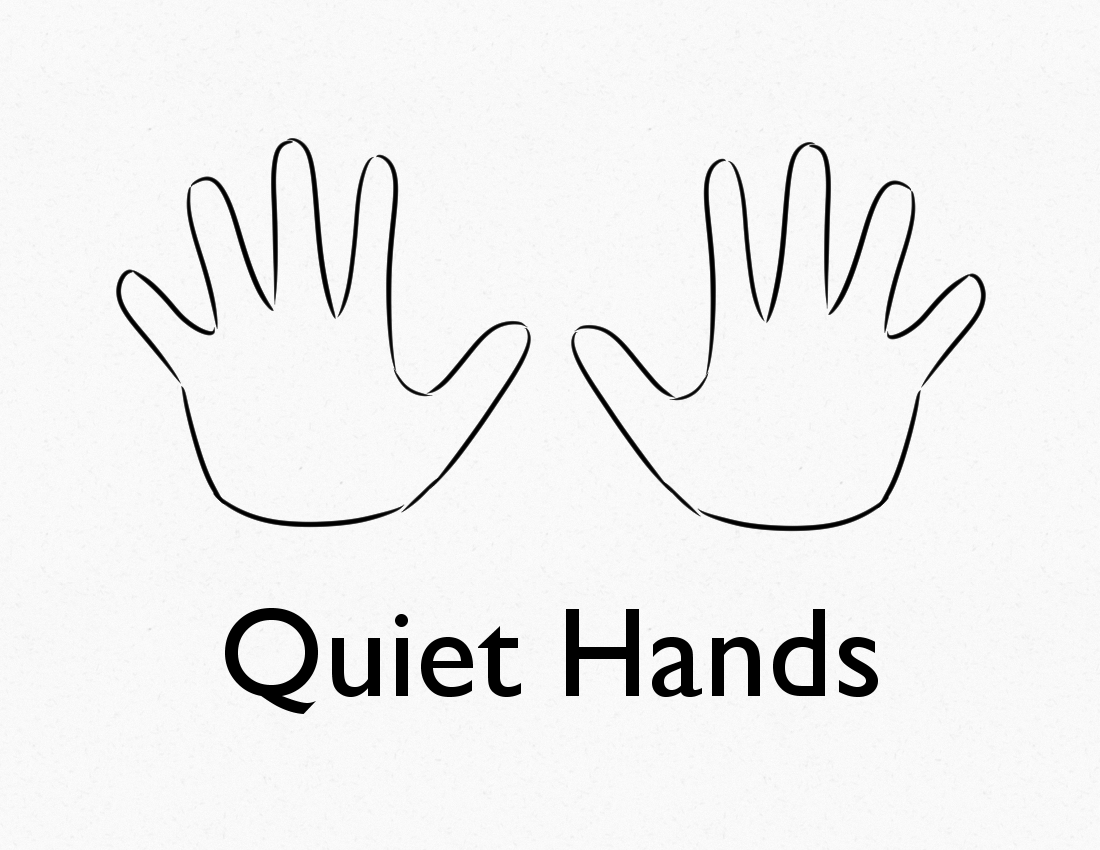
اشارة استخدمت لمرضى التوحد

يُشير مُصطلح تعديل السلوك إلى إجراءات تعديل السلوك التي وُظفت خلال السبعينات وأوائل الثمانينات. وبالاعتماد على السلوكية المنهجية، تم تعديل السلوك العلني مع نتائج مفترضة، وتضمن الأمر التعزيزات الإيجابية والسلبية لحالات الطوارئ وذلك من أجل زيادة السلوك المرغوب، أو إدارة العقوبة السلبية أو الإيجابية، والهمود لتقليل السلوك الإشكالي. أما لعلاج الفوبيا، فكان الاعتياد والعقاب المبادئ الأساسية المستخدمة في الإغراق (الغمر)، الذي يُعد من الفئات الفرعية لنزع الإحساس.
يرتكز تحليل السلوك المُطبق، تطبيق تحليل السلوك (تحليل السلوك التطبيقي)، على السلوكية الجذرية التي تشير إلى وجهة نظرية سكينر، بأن الإدراك والمشاعر هما سلوكان باطنيان وكلاهما عُرضة لنفس ظروف السلوك الظاهري.

## الوصف
ظهر أول استخدام لمصطلح تعديل السلوك من قبل إدوارد ثورندايك في عام 1911. وفي مقاله بعنوان القوانين الشرطية للسلوك المكتسب أو التعلم، استخدم مصطلح تعديل السلوك مرات عدّة. استخدمت مجموعة جوزيف وولب المصطلح في أوائل الأبحاث بين الأربعينات والخمسينات. استُخدم هذا المصطلح من قبل النهج التجريبي لعلم النفس السريري وذلك للإشارة إلى تقنيات العلاج النفسي المأخوذة من البحوث التجريبية. ومنذ ذلك الحين وهذا المصطلح يستخدم للإشارة إلى تقنيات زيادة السلوك التكيفي عبر التعزيزات وتقليل السلوك غير التكيفي عبر الهمود أو العقاب (مع التشديد على الأول).
واجه مفهوم العقاب في السنوات الأخيرة جملة من الانتقادات على الرغم من أن هذه الانتقادات لم تتناول في الغالب العقاب السلبي (فترات الاستراحة) وإنما تنطبق على إضافة حدث مبغض. إن استخدام العقاب الإيجابي من قبل المحللين السلوكيين الحاصلين على البورد محدد للظروف الحادة، وذلك بعد فشل كل أشكال علاج السلوك الأخرى، وعندما يكون السلوك المراد تعديله خطراً على صاحبه أو على الآخرين. أما في الحالات السريرية يعتبر العقاب الإيجابي محدداً باستخدام بخاخة المياه كسلوك مبغض. عند سوء الاستخدام قد يؤدي ازدياد العقاب المبغض إلى اضطرابات وجدانية (عاطفية)، بالإضافة إلى محاولة متلقي العقاب المتزايدة بتفاديه للعقاب (مثلاً: ألا يلقى القبض عليه).
يعتمد تعديل السلوك على الآتي:
- التعزيز (السلبي أو الإيجابي)
- العقاب (السلبي أو الإيجابي)
- الهمود
- التشكيل
- التلاشي
- الربط

## بعض مناطق الفعالية
يشكل تقييم السلوك الوظيفي نواة التحليل السلوكي التطبيقي. تعتبر العديد من التقنيات في هذا العلاج تقنيات محددة وهادفة لمشاكل محددة. أثبتت التدخلات بالاعتماد على المبادئ التحليلية للسلوك فعاليتها في تطوير علاجات مدعمة بالأدلة. وبالإضافة لما سبق، هناك قائمة نامية بالتدخلات المدعمة بالأدلة من النموذج السلوكي. وبالنسبة للأطفال الذين يعانون من اضطراب فرط النشاط المرتبط بنقص الانتباه، أظهرت إحدى الدراسات أنه خلال عدة سنوات كان عدد الاعتقالات الجنائية للأطفال ضمن مجموعة تعديل السلوك أقل بمقدار النصف من الأطفال في مجموعة العلاج الدوائي. إلا أن هذه النتائج لم تكرر بعد ومع ذلك تعتبر أمراً مشجعاً لاستخدام تعديل السلوك على الأطفال الذين يعانون من اضطراب فرط النشاط المرتبط بنقص الانتباه. هناك دليل قوي وثابت بأن العلاجات السلوكية فعالة في علاج هذا الاضطراب. وجد استعراض حديث للتحليلات أن استخدام التعديل السلوكي لعلاج هذا الاضطراب نتج عنه أحجام تأثيرات بين دراسات المجموعة (83.) دراسات ما قبل النشر (70.)، دراسات ضمن المجموعة (2.64) ودراسات الموضوع الواحد (3.78) تشير إلى الفعالية العالية للعلاجات السلوكية.
تشكل برامج تعديل السلوك نواةً للعديد من برامج المرافق العلاجية السكنية. لقد أظهرت نتائج في تقليل العودة للإجرام بالنسبة للمراهقين الذين يعانون المشاكل السلوكية والمجرمين البالغين. ومن البرامج المثيرة للاهتمام «منازل تعليم العائلات» الذي يعتمد على نموذج تعلم اجتماعي كان قد نشأ من السلوكية الجذرية. تستخدم هذه المنازل الخاصة مقاربة لنمط الأسرة للعلاج السكني والذي تم تكراره بعناية لأكثر من 700 مرة. بينت الجهود الحديثة وجود دافع لإدماج المزيد من برامج تعديل السلوك في برامج الرجوع السكني في الولايات الأميركية وذلك بغية مساعدة السجناء في إعادة التأقلم بعد إطلاق سراحهم.
من المجالات التي أثبتت فعاليتها بشكل متكرر هو عمل السلوكيين العاملين في مجال تعزيزات المجتمع من أجل الإدمان. ومن مجالات البحث الأخرى المدعومة بشدة هو التفعيل السلوكي للاكتئاب. من طرق إعطاء التعزيز الإيجابي لتعديل السلوك هو تقديم الإطراء والموافقة والتشجيع والتأكيد. وتعتبر نسبة خمسة إطراءات مقابل شكوى واحدة أمراً فعالاً في تعديل السلوك بطريقة مرغوبة وحتى في إنتاج زيجات ثابتة.
يلاحظ أن التدخل السلوكي الصحيح قد يؤدي إلى آثار نظام عميقة. مثلاً: فورغاتش وديغارمو (2007) وجدا أنه عند النساء المطلقات حديثاً يمكن لجولة قياسية من تدريب إدارة الوالد/ة (برامج تعتمد على مبادئ تعليمية اجتماعية تعلم مكافئة السلوك الجيد وتجاهل السلوك السيئ مع دمج تقنيات التواصل) أن تنتشل النساء المطلقات من الفقر. وبالإضافة إلى ذلك، أظهرت برامج تدريب إدارة الوالد/ة فعالية التكلفة النسبية لجهودهم في علاج اضطرابات السلوك.
لذا يمكن لهذا التدخل أن يكون ذو آثار عميقة على التنشئة الاجتماعية للطفل بطريقة فعالة الكلفة نسبية، والمساعدة في انتشال الوالد/ة من الفقر. إن هذا المستوى من التأثير مرغوب عادة وذو قيمة لمن يمارس الهندسة السلوكية. كما أدت نتائج هذا النمط إلى جعل الرابطة الدولية لتحليل السلوك تعتبر أن من يتلقون العلاج لهم حق العلاج الفعال وحق التعلم الفعال.

## الأداء في العمل
بالاعتماد على الفرضيات المفهومية للسلوكية الكلاسيكية ونظرية التعزيز يمثل نموذج تعديل السلوك التنظيمي مقاربة سلوكية لإدارة الموارد البشرية في إطار تنظيمي. إن تطبيق نظرية التعزيز لتعديل السلوك بارتباطه بالأداء المهني يتطلب أولاً تحليل السوابق الضرورية (مثلاً: تصميم العمل، التدريب) للسلوك المرغوب. وبعد تحديد أن السوابق الضرورية موجودة يتعين على المدراء أولاً أن يحددوا السلوكيات المرغوب تغييرها. يجب أن تكون هذه السلوكيات ملحوظة وقابلة للقياس ومرتبطة بالمهمة وحساسة للمهمة المراد إنجازها. وبعدها يجب تقييم المقياس المرجعي للسلوك وتحليل العواقب الوظيفية. والآن بعد إنشاء الرابط بين الحدث السابق والسلوك ووضع العواقب المشروطة يمكن تقديم التدخل لتغيير السلوك. إذا كان التدخل ناجحاً في علاج السلوك يجب المحافظة عليه باستخدام جداول التعزيزات، كما يجب تقييمه من أجل تحسين الأداء. أثبت نموذج تعديل السلوك التنظيمي أثره الإيجابي البارز على أداء المهام عالمياً، وذلك بازدياد الأداء بنسبة متوسطة قدرها 17%. وجدت دراسة للآثار المتباينة للدوافع التحفيزية، المدارة بهذا النموذج، على أداء العمل أن استخدام المال كمعزز مع هذا النموذج كان أكثر نجاحاً في زيادة الأداء مقارنة بالدفع الروتيني للأداء (مثلاً: المال المدار في الأداء من دون استخدام نموذج تعديل السلوك التنظيمي). ووجد الكُتّاب أيضاً أن استخدام المال بإدارة هذا النموذج قد نتج عنه آثار أقوى (ازدياد الأداء بمقدار 37%) مقارنة بالإدراك الاجتماعي (ازدياد الأداء بمقدار 24%) والتغذية الراجعة للأداء (ازدياد الأداء بمقدار 20%).

## النقد
يُنتقد تعديل السلوك في مقاربات العلاج النفسي المتمركز حول الشخص مثل روجيريان كاونسلينغ وريفاليويشن كاونسلينغ والتي تشمل «التواصل مع الصفات الإنسانية للشخص لدعم العلاج» بينما تكون السلوكية «إهانة للروح الإنسانية». يقول بي إف سكينر في «بيوند فريدم آند ديغنيتي» أن التعزيز غير المحدد هو الذي أدى إلى الشعور بالحرية، وبالتالي فإن إزالة السلوك المبغض تؤدي إلى جعل الناس يشعرون بالحرية. ويمتد النقد ليشمل الافتراض بأن السلوك يزداد فقط عندما يتم تعزيزه. تتعارض هذه الفرضية مع البحث الذي أجراه ألبرت باندورا في جامعة ستانفورد. تشير نتائجه إلى أن السلوك العدائي هو سلوك مقلَّد، دون تعزيزه، في الدراسات التي أجريت على الأطفال الذين يشاهدون عدة أفراد «يوسعون بوبو ضرباً حتى يفقد وعيه». يعتقد باندورا أن شخصية الإنسان والتعلم هما ناتج عن التفاعل بين البيئة والسلوك والعملية النفسية. وعلى أية حال هناك دليل بأن التقليد هو نوع من السلوك الذي يمكن تعلمه كأي شيء آخر. تبيَّنَ أن الأطفال يقلدون سلوكيات لم يشهدوها من قبل ولم يتم تعزيزها وذلك عقب تعلمهم للتقليد بشكل عام. انتقد العديد من الناس مستوى التدريب المطلوب لأداء عمليات تعديل السلوك خصوصاً أولئك المقيدين أو الذين يستخدمون المبغضات أو العلاج المبغض أو بروتوكولات العقاب. يفضل البعض أن تقتصر هكذا إجراءات مقيدة فقط على علماء النفس المرخصين أو المستشارين المرخصين. عند الترخيص لهذه المجموعة يجب لشهادة تعديل السلوك بعد الترخيص أن تظهر نطاق اختصاص في هذا المجال ضمن مجموعات مثل الرابطة العالمية لتحليل السلوك. مازال الآخرون يرغبون في إنشاء ممارسة مستقلة لتحليل السلوك عبر الترخيص من أجل أن تعرض على الزبائن الاختيار بين تقنيات مثبتة وغير مثبتة. ويبقى مستوى التدريب وحماية الزبون أمران هامان في تحليل السلوك المطبق وتعديل السلوك.